# Buč
Buč (německy Butsch) je malá vesnice, část obce Bezvěrov v okrese Plzeň-sever v Plzeňském kraji. Nachází se asi 3,5 kilometru severovýchodně od Bezvěrova. Buč je také název katastrálního území o rozloze 2,25 km².

## Historie
První písemná zmínka o vesnici pochází z roku 1847.

## Obyvatelstvo
Při sčítání lidu v roce 1921 zde žilo 200 obyvatel (z toho 83 mužů), z nichž byl jeden Čechoslovák, 198 Němců a jeden cizinec. Všichni se hlásili k římskokatolické církvi. Podle sčítání lidu z roku 1930 měla vesnice 162 obyvatel: deset Čechoslováků, 150 Němců, jednoho příslušníka jiné národnosti a jednoho cizince. Kromě pěti členů nezjišťovaných církví byli ostatní římskými katolíky.
| Rok            | 1869 | 1880 | 1890 | 1900 | 1910 | 1921 | 1930 | 1950 | 1961 | 1970 | 1980 | 1991 | 2001 | 2011 | 2021 |
| -------------- | ---- | ---- | ---- | ---- | ---- | ---- | ---- | ---- | ---- | ---- | ---- | ---- | ---- | ---- | ---- |
| Počet obyvatel | 316  | 199  | 188  | 196  | 211  | 200  | 162  | 89   | 67   | 52   | 35   | 30   | 19   | 25   | 23   |
| Počet domů     | 39   | 40   | 38   | 38   | 38   | 38   | 38   | 27   | 27   | 15   | 16   | 12   | 13   | 14   | 14   |

## Obecní správa
Při sčítání lidu v letech 1869–1930 Buč byl osadou obce Prohoř v okrese Žlutice. V letech 1950–1975 byl osadou obce Služetín, se kterým patřil nejprve do okresu Toužim, ale v letech 1961–1975 v okrese Plzeň-sever. Od 1. ledna 1976 je částí obce Bezvěrov v okrese Plzeň-sever.